# Вислицкий статут

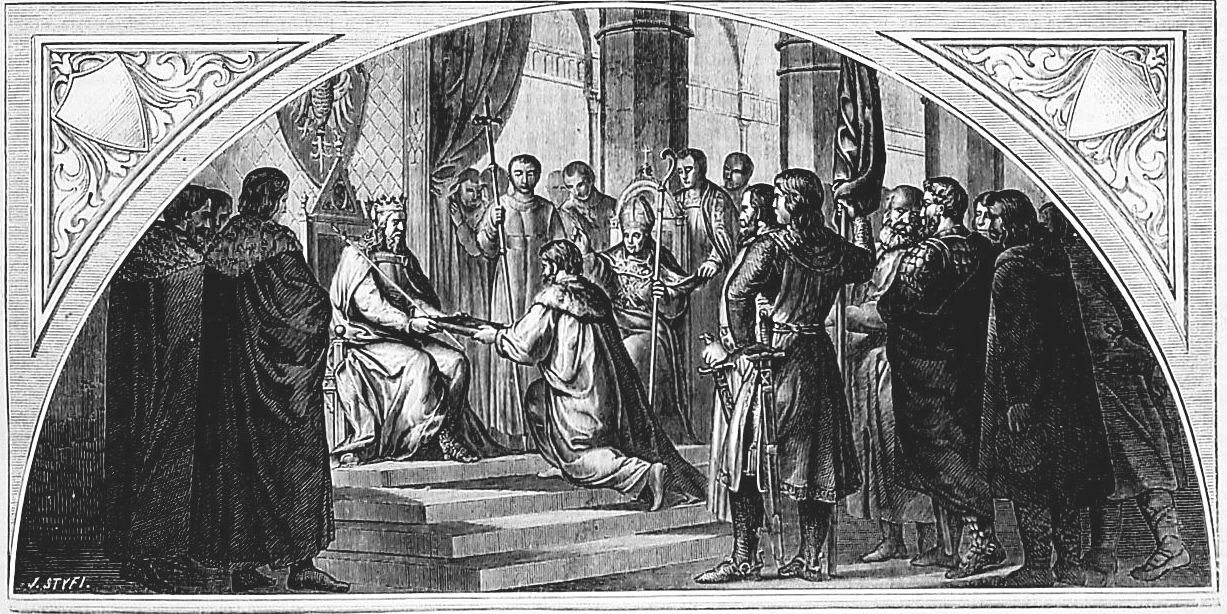
Принятие Вислицкого статута (картина Карола Маркони)

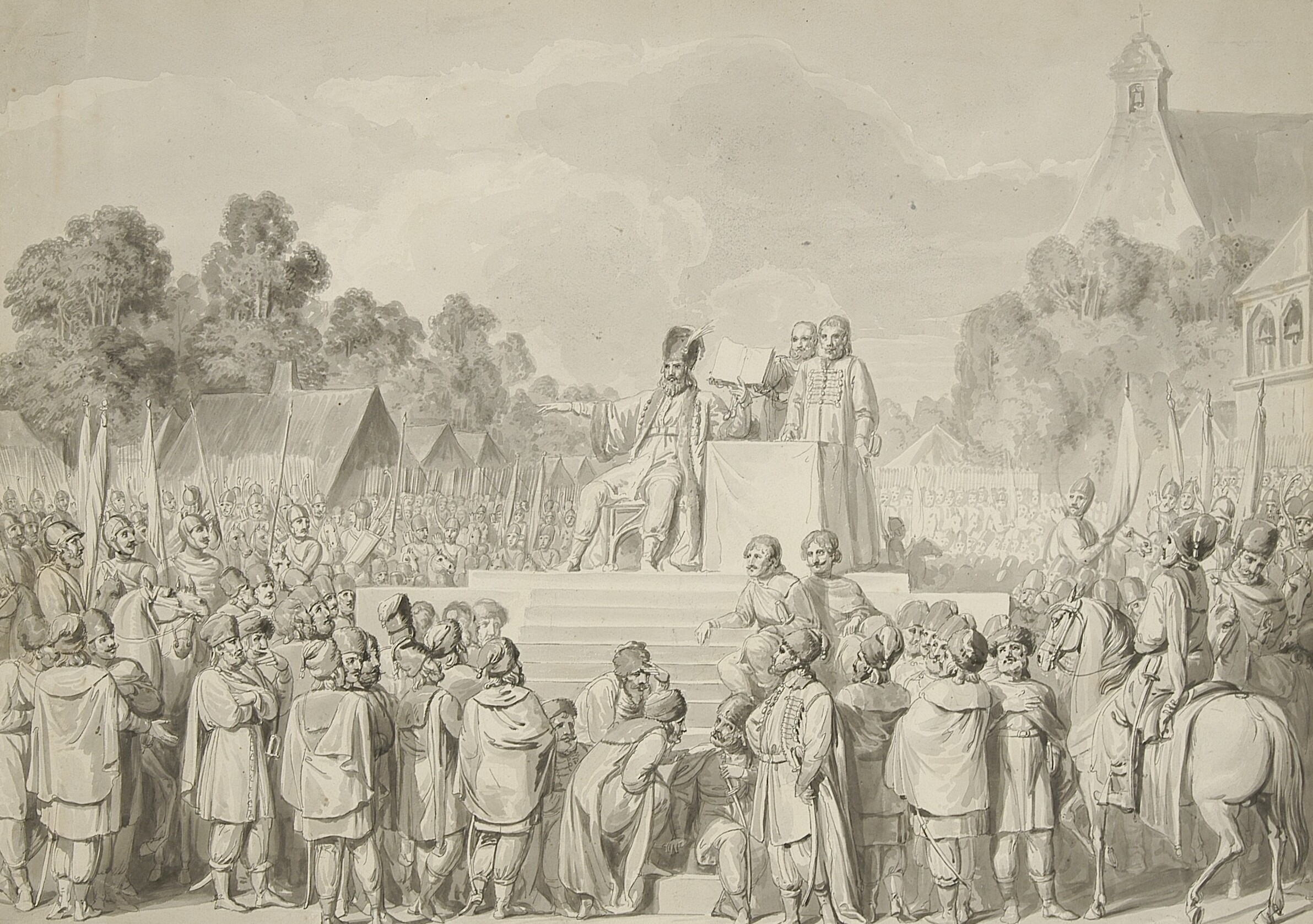
Казимир Великий, сейм в Вислице (работа Франциска Смуглевича)

Вислицкий статут (другое название Вислицко-Петроковские статуты 1346—1347 годов) — польский сборник законов, законодательный памятник, составленный при Казимире Великом на основании польского обычного права на сеймах в Вислице для Малой Польши и Пиотрокове для Великой Польши в 1347 году. В 1368 году оба статута в Вислице слиты в один, введением которого во всей Польше Казимир положил начало объединению уделов.
По содержанию касается преимущественно уголовного права. Великопольский статут был принят на феодальном съезде в Петрокове в 1346 году и состоял из 34 артикулов. Статут малопольский был принят на съезде в Вислице в 1347 году и состоял из 59 артикулов. Оба статута написаны на латыни.
Вислицко-Петроковские статуты составлены на основе польского обычного права, однако в малопольском статуте это право приспособлено к новым экономическим и политическим условиям, в связи с чем он приобрёл общегосударственное значение.
Вислицко-Петроковские статуты отразили процесс перехода от натуральной ренты к денежной, стремление центральной власти к ликвидации феодальной раздробленности и унификации права в целях упрочения господской собственности (расширяется право распоряжения наделом, узаконивается так называемая приобретательная давность) и т. п. Вислицко-Петроковские статуты отменяли право «мёртвой руки», фиксировали условия крестьянского выхода и т. п. Многие статьи посвящены судебному и уголовному праву.
По мере применения Вислицко-Петроковских статутов возникали их новые редакции, дополнявшие и изменявшие первоначальный текст; в 1420-х годах был издан Полный свод статутов Казимира Великого. В период с 1423 по 1438 год статуты были переведены на западнорусский язык, так как их действие распространялось не только на Польшу, но и на захваченную ею Галицкую Русь.